# Mario Ghisleni
Mario Ghisleni (Bergamo, 27 maggio 1907 – nave ospedale Gradisca, 28 maggio 1936) è stato un militare e carabiniere italiano, insignito della medaglia d'oro al valor militare alla memoria nel corso della guerra d'Etiopia.

## Biografia
Nacque a Bergamo il 27 maggio 1907, figlio di Giovanni e Lina Fumagalli.  Nel febbraio del 1927 si arruolò volontario nella Legione Allievi Carabinieri di Torino, divenendo carabiniere effettivo nel luglio successivo. Dopo tre anni di servizio fu collocato in congedo riprendendo il suo posto di lavoro presso l'Azienda tramviaria di Bergamo. Venne richiamato in servizio attivo nel dicembre 1935, quando era in corso la guerra italo-etiopica, e chiese di essere destinato a prestare servizio attivo in Africa orientale. Sbarcato a Mogadiscio, Somalia, l'11 marzo 1936 fu subito inquadrato nelle Bande Autocarrate Carabinieri. In forza alla 3ª Banda aggregata alla Colonna Agostini, prese parte a vari combattimenti precedenti la battaglia di Gunu Gadu. La battaglia di Gunu Gadu fu la battaglia più importante sostenuta dai Carabinieri durante la Campagna d'Etiopia, ove reparti d'assalto dell'Arma, formati esclusivamente da ufficiali, sottufficiali e militari con gli alamari (le cd. Bande autocarrate) dettero prova di estremo coraggio ed abilità, avendo ragione di un numeroso nemico ben armato arroccato in difesa su un territorio ricco di impenetrabile vegetazione, caverne e validi apprestamenti difensivi. Il 24 aprile fu coinvolto nel combattimento con la propria unità, incaricata di assalire il nemico dal nord. La colonna fu investita dal micidiale fuoco di fucileria, con le truppe nemiche nascoste in buche scavate tra le radici degli alberi. Colpito da una pallottola esplosiva che gli devastò la coscia, lo si dovette allontanare a forza dal campo di battaglia. Ricoverato sulla nave ospedale Gradisca, morì il 28 maggio 1936, durante il viaggio di ritorno in Italia. Lasciava la moglie Giacinta Arisi e quattro figli in giovane eta. In sua memoria fu decretata la concessione della medaglia d'oro al valor militare. Portava il suo nome la Caserma sede della Stazione Carabinieri di Bergamo bassa.

### Annotazioni
1. ↑  Secondo la testimonianza del figlio Vittorio, Mario Ghisleni partì volontario per la guerra in quanto aveva perso il lavoro da tramviere, e aveva tre figli piccoli da accudire, più il quarto in arrivo che non conobbe mai.
2. ↑  Al comando dal maggiore Crocesi.

### Fonti
1. ↑  Combattenti Liberazione.
2. 1 2  Gruppo Medaglie d'Oro al Valor Militare 1965, p. 170.
3. 1 2 3  Giuliana Ubbiali, Caserma Ghisleni, non dimenticate il nome di mio padre, Corriere della Sera, RCS Editore, Milano, 2012.
4. 1 2 3 4  InformaSaggi n.3, marzo 2012, p. 8.
5. ↑   Medaglia d'oro al valor militare Ghisleni, Mario, su quirinale.it, Quirinale. URL consultato l'11 luglio 2021.